# Chomata
Pour les articles homonymes, voir Chomata (homonymie).

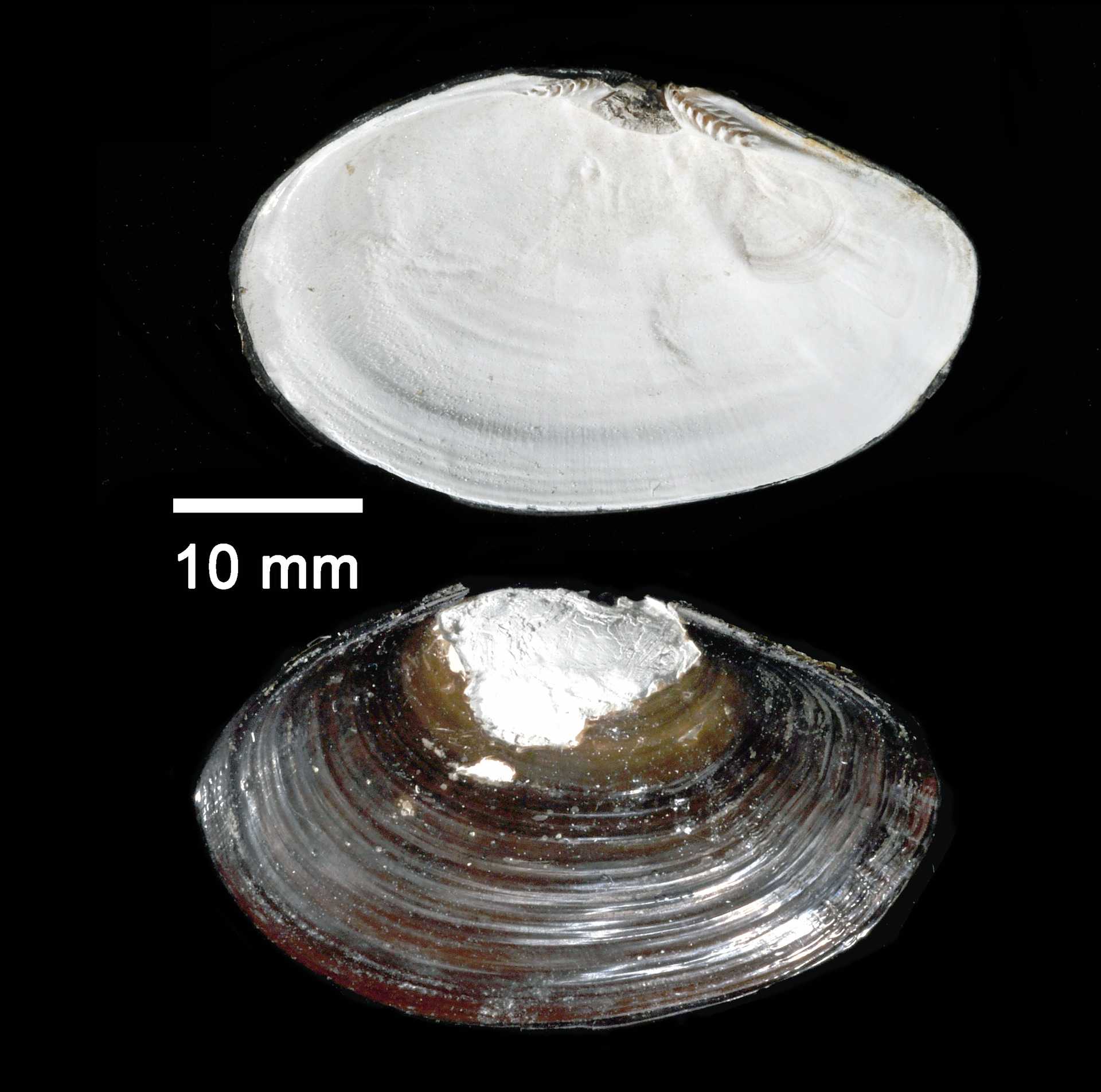
Les chomates sont surtout utilisés pour décrire les mollusques bivalves du groupe des huîtres (Ostreidae), mais des équivalents, plus ou moins marqués, simples ou complexes, existent chez de nombreuses autres taxons ; ici : dans la coquille d'un spécimen collecté à 66-65 m de profondeur en Antarctique (South Orkney Islands)

Les chomata, ou chomates, sont des reliefs ou crénelures marginales (c'est-à-dire sur les marges de la coquille). Les chomates sont observées chez certains bivalves (Ostreidae typiquement et Gryphaeidae notamment), se trouvant tout autour de la face interne des valves, contre le bourrelet qui borde la coquille, ou seulement près de la charnière. Ils sont composés de petits tubercules, denticules ou crêtes sur une valve, et de creux correspondants sur la valve opposée,. Ces caractères morphologiques (ou leur absence), génétiquement déterminés, sont notamment (avec d'autres caractères) utilisés pour la détermination de nombreux bivalves, par l'observation de la partie internet de leur coquille (parfois une seule coquille fossilisée suffit). Ils servent aussi aux études phylogénétiques relatives à ces bivalves. Ils sont parfois réduits à un simple tubercule rudimentaire, notamment sur la coquille de la larve.

## Vocabulaire
On distingue notamment :
- les catachomata, les chomates en relief (pustules, dents, crête, etc.) ;
- les anachomata, les chomates en creux (fosses ou rainures).

Les premiers, sur l'une des valves du mollusque, peuvent venir s'insérer dans les seconds sur l'autre valve.

## Utilisations
Dans le domaine de la malacologie, ils sont notamment utilisés pour déterminer l'appartenance de bivalves à certaines espèces, pour créer de nouveaux taxons (ex Crassacutostrea, nouveau genre fossile, créé au sein de la taxonomie des grands bivalves du crétacé supérieur), ou encore pour réévaluer la taxonomie d'un groupe ou d'un taxon, par exemple pour Ostrea johnsoni Aldrich, 1886 (Bivalvia: Flemingostreidae).
H.W. Harry, en 1985 considérait que trois formes principales de chomatas peuvent servir à la classification. Au sein de certaines espèces, un même individu peut arborer plusieurs, deux ou trois, de ces formes à la fois. 
Les chomatas sont plus discrets ou rarement visibles chez certaines espèces, mais presque toujours marqués et nettement visibles chez d'autres (au sein des Pycnodonteinae notamment). Pour cette raison, les chomatas sont l'un des critères permettant aux biologistes de classer, par exemple, une huître ou d'identifier et classer certains fossiles, jusqu'au Permien, ce qui présente aussi un intérêt pour la paléontologie et la géologie (via la stratigraphie notamment).
L'étude des chomatas ne présente pas uniquement un intérêt en termes de critères pour la détermination d'un taxon (espèce, genre...) ou d'un individu ; elles ont aussi une signification phylogénétique,.

## Description
Face à leur grande variété de taille, de forme, d'agencement et de nombre, plusieurs méthodes ont été développées pour décrire la forme et la position des chomata.